# Geranomyia gifuensis
Geranomyia gifuensis är en tvåvingeart som beskrevs av Alexander 1921. Geranomyia gifuensis ingår i släktet Geranomyia och familjen småharkrankar. Inga underarter finns listade i Catalogue of Life.